# Дей (месяц)
Дей (перс. دی‎, произн. [dej]) — десятый месяц иранского календаря, состоит из 30 дней и является первым зимним месяцем. В григорианском календаре соответствует 22 декабря — 20 января.
Во времена Бируни месяц «дей» ещё называли «хвармах» (хоршидмах – месяц солнца), а первый день этого месяца назывался «хоррамруз» (счастливый день, или светлый день). Месяцу соответствует знак зодиака Козерог.

## Этимология
Большая часть месяцев в иранском календаре носят имена зороастрийских язат. Название Дей происходит от слова «Творец» на среднеперсидском языке, то есть, в зороастризме Ахура Мазда. Более раннее, авестийское daδuuah-/daθuš- соответствует деепричастию совершенного вида глагола dā- (совр перс. دادن) «помещать, класть, создавать».

## Праздники
- 1 дей — Праздник зимнего солнцестояния, Ялда (в ночь с 30 азара на 1 дея)
- 29 дея — День сектора Газа в Иране.